# Sliznatka cizopasná
Sliznatka cizopasná (Myxine glutinosa) je zástupce třídy sliznatek, vývojově nejprimitivnějších strunatců.
Sliznatka je dlouhá 40 až 80 cm a dosahuje hmotnosti až 750 g. Žije parazitickým způsobem a je rozšířená v severní části Atlantského oceánu a ve Středozemním moři. Místy jde o běžný druh.